# Аміда (молитва)
Аміда́ (івр. עמידה — стояння) — основна молитва в юдаїзмі, центральна молитва літургійного Богослужіння, яка включає в себе 18 благословінь, тому також називається Шмоне есре («Вісімнадцять»), а також просто га-Тфіла («Молитва»). Разом з «Шма Їсраель» є найважливішою молитвою юдаїзму.
Історично виникла після руйнування Храму у кінці І століття як заміна традиційних жертвоприношень, проголошується тричі кожного буднього дня, у Шабат та деякі свята — чотири рази, в Йом-кіпур — п'ять разів.
Структурно аміда, яка читається у будні, на сьогоднішній день включає в себе 19 брахот (благословень). На початку проголошуються три благословення хвали, прослави Бога, потім ідуть тринадцять благословень прохання, останні — подячні, з них дев'ятнадцяте — благословення миру. Усі благословення даються у множині, як молитва для всього народу Ізраїля. Допускається скорочення або додавання особистих прохань, згідно з правилами. Суботні або святкові аміди відрізняються від повсякденної. Перед читанням молитви проголошується «Господи, губи мої відкрий,  і уста мої сповістять хвалу Твою» з Псалма 50.
Читається стоячи, при цьому той, хто молиться, має стояти обличчям в бік Єрусалиму.
Може бути індивідуальною або колективною (при наявності Міньяна), проголошується згідно з тим, як молилася Хана (Анна) з Книги пророка Самуїла:
|  | 13 А Анна — вона говорила в серці своїм: тільки гу́би її порушувалися, а голос її не був чутий. |

Для правильного проголошення аміди важливо пробудити в собі настрій, який називається «кавана», тобто щирої молитовної зосередженості, молитви душею, а не механічного повторювання тексту.
Аміду заборонено переривати.